# آمالتئا (قمر)

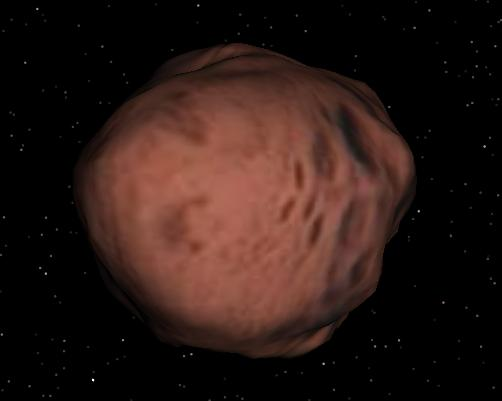
آمالتیا (ماه)

آمالتئا(به انگلیسی: Amalthea)، یکی از ماه‌های مشتری است ابعاد آن ۲۵۰×۱۴۶×۱۲۸ کیلومتر، جرم آن ~ ۲۰۸ ×۱۰۱۶ کیلوگرم و نیم‌قطر بزرگ آن ۱۸۱ ۳۶۶ کیلومتر است.این ماه در سال ۱۸۹۲ کشف شد.